# مؤذن خراسانی
محمد علی مؤذن سبزواری خراسانی (درگذشتهٔ ح. ۱۰۷۷ قمری) شاعر و فقیه در دوران صفویه بود. او جزئی از صوفیان سلسلهٔ کبرویه به‌شمار می‌رفت. در سال ۱۰۷۶، عازم اصفهان گردید و در آنجا انزوا گزید و به مطالعه کتب احادیث مشغول شد. او معاصر شاه عباس صفوی بود و رسالهٔ تحفهٔ‌العباسیه را به نام وی تصنیف کرد. دیوان شعری با حدود ۳۷۰۰ بیت از او برجای مانده‌است. مضمون اشعار او غالبا عرفان، عشق، و ستایش امامان شیعی است.